# لوون آدامیان (اقتصاددان)
لوون آدامیان (ارمنی: Լևոն Իվանի Ադամյան؛ انگلیسی: Levon Adamian زادهٔ ۲۰ ژوئن ۱۹۲۹ - درگذشته ۲ ژوئن ۱۹۸۹) اقتصاددان، استاد اهل ارمنستان بود. وی از سال ۱۹۸۵ ریاست دپارتمان اقتصاد مدرسه عالی مدیریت دانشگاه دولتی کشاورزی جمهوری سوسیالیستی ارمنستان شوروی را برعهده داشت.

## زندگی‌نامه
وی در ۲۰ ژوئن ۱۹۲۹ در نرکین کارمیرآغبیور به دنیا آمد و در سال ۱۹۵۳ از آکادمی کشاورری تیمیریازف مسکو فارغ‌التحصیل گشت.  وی در ۲ ژوئن ۱۹۸۹ در سن ۵۹ سالگی درگذشت.

## یادداشت
1. ↑  ՀՍՍՀ պետագրոարդի կառավարման բարձրագույն դպրոցում` էկոնոմիկայի ամբիոն
2. ↑  Մոսկվայի Տիմիրյազևի անվան գյուղատնտեսական ակադեմիա